# Меликджанов, Борис Смбатович
Бори́с Смба́тович Меликджа́нян (арм. Մելիքջանով Բորիս Սմբատի; 30 августа 1943 — 15 ноября 2013, Москва) — российский актёр и театральный деятель. Заслуженный артист РСФСР (1986)

## Биография
Окончил Кемеровскую Государственную Театральную Студию (1963). Играл в театрах Перми, Караганды, Кустаная, Пензы. Около 30 лет проработал в Сарове в Нижегородском областном драматическом театре, в 1990-е гг. занимал посты художественного руководителя и директора. С 2000 г. в Москве. Первоначально директор Московского областного камерного театра Директор театра Камбуровой с 2002 г.
Среди основных театральных ролей — Мольер, Герострат, Вурм («Коварство и любовь»), Лузгин («Фальшивая монета»), Рогожин («Идиот» Ф. М. Достоевского), Едигей («И дольше века длится день»). Работал директором театра Музыки и Поэзии п.р. Елены Камбуровой до конца своей жизни.
Скончался после продолжительной болезни в Москве.